# Azalea Invitational Golf Tournament
De Azalea Invitational is een jaarlijks golftoernooi voor amateurs. Het wordt gespeeld op de Country Club of Charleston in Charleston, South Carolina.
Het toernooi werd direct na de Tweede Wereldoorlog gestart. De eerste editie was in 1946.

## Winnaars
| - 1946: Frank Ford Sr - 1947: Frank Ford Sr - 1948: Ben Goodes - 1949: Ben Goodes - 1950: Frank Ford Sr - 1951: Moultrie McKevlin - 1952: Frank Ford Sr - 1953: Hobart Manley - 1954: Hobart Manley - 1955: Bobby Hackett - 1956: Mickey Gallagher - 1957: Billy Thornton - 1958: Charlie Smith - 1959: Dave Smith - 1960: Dale Morey - 1961: Billy Joe Patton - 1962: Dave Smith | - 1963: Bill Christian - 1964: Charlie Smith - 1965: Curtis Wagner - 1966: Curtis Wagner - 1967: R.H. Watson - 1968: Dick Horne - 1969: Dick Siderowf - 1970: Leroy Rabon - 1971: Jim Belton - 1972: Wally Kuchar - 1973: Bob Bryant - 1974: George Burns - 1975: Skip Dunaway - 1976: Buddy Alexander - 1977: Vance Heafner - 1978: Ken Green - 1979: Bill Britton | - 1980: Jim Burgess - 1981: David Lane - 1982: Frank Ford III - 1983: John Finnin - 1984: Randy Sonnier - 1985: John Inman - 1986: Frank Ford III - 1987: Hugh Royer III - 1988: Frank Ford III - 1989: Frank Ford III - 1990-91 schade Orkaan Hugo - 1992: Frank Ford III - 1993: Frank Ford III - 1994: Mike Bright - 1995: Kelly Miller - 1996: Ryuji Imada - 1997: John Engler | - 1998: Jeff Knox - 1999: David Eger - 2000: David Eger - 2001: Casey Wittenberg - 2002: D.J. Trahan - 2003: Spencer Levin - 2004: Webb Simpson - 2005: Nathan J. Smith - 2006: baanreconstructie - 2007: Webb Simpson - 2008: Zack Sucher - 2009: Tyson Alexander - 2010: Tyson Alexander - 2011: Cheng-Tsung Pan - 2012: Matthew Nesmith |